# Edith Alice Müller
Edith Alice Müller (* 5. Februar 1918 in Madrid; † 24. Juli 1995 in Spanien) war eine Schweizer Astronomin.
Edith Müller besuchte 1924 bis 1936 die Deutsche Schule in Madrid. Danach studierte sie Mathematik an der ETH Zürich, an der sie 1943 bei Andreas Speiser promoviert wurde über die Geometrie der Ornamente in der Alhambra (Gruppentheorische und strukturanalytische Untersuchungen der Maurischen Ornamente aus der Alhambra in Granada). Danach wandte sie sich der Astronomie zu. Von 1946 bis 1951 war sie am Observatorium in Zürich, 1952 bis 1954 am Observatorium in Ann Arbor in Michigan, 1954/55 am Observatorium Basel und 1955 bis 1962 wieder am Observatorium in Ann Arbor. 1962 wurde sie Assistenzprofessorin an der Universität Neuenburg und 1965 ausserordentliche Professorin. Sie wurde 1972 Ordinaria an der Universität Genf. 1983 wurde sie emeritiert. Von 1976 bis 1979 war sie Generalsekretärin der Internationalen Astronomischen Union (IAU). Sie starb an einem Herzinfarkt.
Sie befasste sich mit Struktur und chemischer Zusammensetzung der Sonnenatmosphäre.
Im Jahr 1997 wurde der Asteroid (7265) Edithmüller nach ihr benannt.

## Fussnoten
1. ↑  Edith Alice Müller im Mathematics Genealogy Project (englisch)

| Personendaten    | Personendaten        |
| ---------------- | -------------------- |
| NAME             | Müller, Edith Alice  |
| KURZBESCHREIBUNG | Schweizer Astronomin |
| GEBURTSDATUM     | 5. Februar 1918      |
| GEBURTSORT       | Madrid               |
| STERBEDATUM      | 24. Juli 1995        |
| STERBEORT        | Spanien              |